# Hanna Sturm

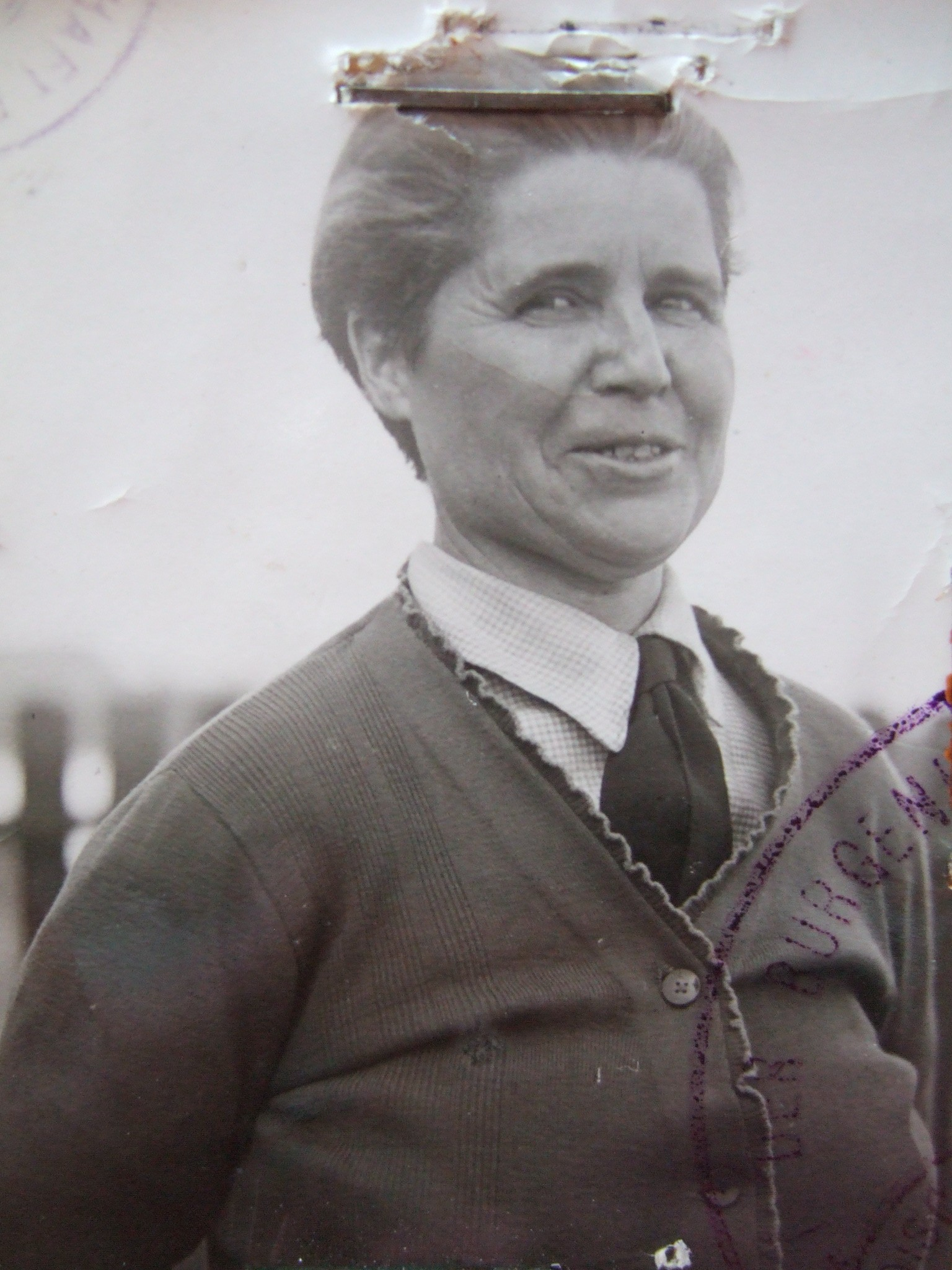
Hanna Sturm

Johanna „Hanna“ Sturm (* 28. Februar 1891 in Klingenbach; † 9. März 1984 in Zagreb) war eine österreichische politische Aktivistin und Widerstandskämpferin gegen den Nationalsozialismus.

## Leben
Johanna Sturm wurde im Burgenland geboren. Ihre Eltern stammten aus den kroatischen Dörfern Großwarasdorf und Nikitsch. Sie wuchs unter ärmlichen Verhältnissen auf, musste schon ab ihrem achten Lebensjahr bei Bauern, Meierhöfen und in Fabriken arbeiten. Mit 14 Jahren leitete sie ihren ersten Streik und verlor dadurch ihren Arbeitsplatz. Später zog sie nach Wien und lernte dort mit 18 Jahren lesen und schreiben. 1912 brachte sie ihre Tochter Theresia zur Welt; sie musste für sie allein sorgen, da der Vater sich nicht um das Kind kümmerte. Zwei Jahre später kam ihre zweite Tochter Relli zur Welt.
Im August 1917 wurde sie verhaftet, nach monatelanger Haft freigesprochen und im Jänner 1918 entlassen. Nach dem Zusammenbruch der österreichischen Monarchie musste sie Österreich verlassen, da sie ungarische Staatsbürgerin war. Sie unterstützte in Ungarn den Kampf der Räteregierung, sammelte in Österreich Geld für die Rote Armee, leistete Kurierdienste und ging mehrmals illegal über die Grenze. 1919 wurde sie von der ungarischen Polizei aufgegriffen und in das Lager in Zalaegerszeg gebracht, aus dem sie nach 10 Tagen flüchten konnte. Bei Bekannten erfuhr sie, ihre Tochter Relli sei während ihrer Abwesenheit gestorben.
Nach dem Sturz der ungarischen Räteregierung setzte sie ihre illegale politische Arbeit fort, wechselte öfters bei Nacht über die Grenze, um Geld, gefälschte Papiere und Nachrichten zu überbringen.
Im Herbst 1922 starb ihr Vater, auf dessen Initiative in Klingenbach und in umliegenden Dörfern eine Reihe von Konsumläden entstanden waren. Hanna Sturm arbeitete zu dieser Zeit in der Jutefabrik in Neufeld an der Leitha und wurde in den Betriebsrat gewählt. Sie fühlte sich als Frau in ihrer politischen Laufbahn und Arbeit beeinträchtigt. 1925 wurde sie von der Sozialdemokratischen Partei ausgeschlossen und wurde Mitglied der kommunistischen Partei. Zu dieser Zeit war sie fast ständig arbeitslos, sie lebte kärglich vom Verkauf von Zeitungen und Zeitschriften. Sie half Arbeitslosen und wurde zur Vorsitzenden des Arbeitslosenkomitees in Eisenstadt gewählt. Auch dort wurde sie unter verschiedenen Vorwänden von den Behörden mehrmals verhaftet. 1927 bekam sie ein Stadtverbot.
Hanna Sturm hatte so gut wie keine Chance, in ihrer Heimat Arbeit zu finden. So versuchte sie 1929 in Berlin ihr Glück. Auch dort fand sie nichts und zog weiter nach Bremen. Dort fanden sie und ihre Tochter Theresia eine Beschäftigung in einem Textilbetrieb und organisierten heimlich die gewerkschaftliche und politische Arbeit. 1930 wurde ihnen nach erfolgreichen Betriebsratswahlen fristlos gekündigt und sie mussten Deutschland innerhalb von 24 Stunden verlassen. Zurück im Burgenland, fanden sie keine Arbeit und schlossen sich einer Gruppe von österreichischen Bergarbeitern an, die mit Bewilligung der KPÖ und einem Arbeitsvertrag im August 1931 in die UdSSR fuhren, wo sie in einem Textilbetrieb in Leningrad bis 1932 arbeiteten. Im Oktober wurde Hanna Sturm wegen einer Flugblattaktion verhaftet. Ihre Tochter blieb in der Sowjetunion und studierte dort, wurde 1935 verhaftet, kam in ein sibirisches Lager und heiratete dort einen jugoslawischen Ingenieur.
1938 wurde Hanna Sturm erneut verhaftet. Sie kam in das KZ Lichtenburg an der Elbe und dann im Frühjahr 1939 als Häftling Nummer 893 in das KZ Ravensbrück. Dort blieb sie bis zur Auflösung des Lagers. 1945 wurde das Lager evakuiert. Hanna Sturm hatte herausgefunden, dass der Transport in einer Munitionsfabrik enden sollte und mit den Häftlingen in die Luft gesprengt werden sollte – was auch tatsächlich geschah. In einem geeigneten Augenblick setzte sich die Gruppe ab und floh durch einen Wald, wo sie in einem Bombentrichter das Kriegsende abwartete.
Nach dem Krieg war Hanna Sturm Zeugin in mehreren Kriegsverbrecherprozessen. 1945 ging sie wieder nach Neufeld, wo sie früher gearbeitet und in den Dreißigerjahren auch jahrelang gelebt hatte. Da sie völlig mittellos war, stellte ihr die Gemeinde ein Schottergrundstück zur Verfügung, auf dem sie sich eigenhändig ein Haus baute. 1946 versuchten zwei Männer Hanna Sturm am Weg vom Sportplatz nach Hause zu ermorden. Durch Zufall wurde dieses Attentat verhindert. 1957 durfte ihre Tochter Theresia gemeinsam mit ihrem Ehemann aus der UdSSR ausreisen und ging nach Jugoslawien, wo Hanna Sturm sie regelmäßig besuchte. 1958 verfasste sie ihre Autobiografie, Die Lebensgeschichte einer Arbeiterin, für die sie aber erst 1982 einen Verleger fand. Johanna Sturm starb 1984 bei ihrer Tochter in Zagreb. Sie wurde in Neufeld an der Leitha bestattet.
2022 wurde in Klingenbach ein Gedenkstein enthüllt.